# Macaduma postflavida
Macaduma postflavida là một loài bướm đêm thuộc phân họ Arctiinae, họ Erebidae.